# 峡口古城 (达坂城)
峡口古城（被当地人称为疙瘩城）是位于中华人民共和国新疆维吾尔自治区乌鲁木齐市达坂城镇的清代古遗址。峡口古城曾一度被认为是唐代丝绸之路白水涧道上的白水镇所在地，而经过鉴定后实际为清代遗址。不过峡口古城所在地存在着从石器时代到春秋战国时代直到近现代的遗物。2018年，峡口古城被列为新疆维吾尔自治区文物保护单位。

## 位置
峡口古城遗址位于中华人民共和国新疆维吾尔自治区乌鲁木齐市达坂城区达坂城镇红山嘴子村。地处峡口的河滩内，峡口古城东侧为白杨河，西侧则为白水涧古镇旅游区的林带，北侧则为湿地。峡口古城向西500米为吐乌大高速公路，向南1.3公里则为达坂城木拱桥所在地，向南2公里可到达天山大峡谷，峡口古城遗址坐落在达坂城火车站东北800米处。古城向北1公里为八家户村。

## 现状
峡口古城遗址位于一座小石山之上，小石山平面为东西宽大概120米，南北长140米左右的扇形，高大概5米，北高南低，地势较平，四周遍布着鹅卵石和角砾，虽有杂草但并不茂密。峡口古城遗址依小石山地势而建，分为内外城。遗址城墙为砂砾土夯筑而成，夯层8到20厘米。外城呈现扇形，外城的北墙和西墙平面上构成了直角，南墙和东墙则构成了弧形。外城的墙面周长为300米左右。外城的四面墙中最为高大的城墙为北墙，高超过5米，厚度近4米。而其他三面墙高约2到3米且并不连续，其中东墙北段有缺口，南墙有较大的缺口，约8.4米，疑为外城城门所在地。外城西北角有一周长大概60米的圆形角楼，角楼顶部有可见孔，可能用于瞭望或射击。峡口古城遗址内城长55米左右，宽45米左右，位于外城的西北角，与外城共用西墙与北墙，所以内城与外城也有北城与南城的叫法。另外，遗址内城的南墙有门，北墙有一处80厘米高，50厘米厚的女儿墙。除此之外，遗址城墙西南角距离西墙大概13米的位置有一处残长10米，高0.6米，厚1米的护墙。
2014年，峡口古城遗址以唐白水涧古城遗址的名称，成为达坂城姑娘景区的白水涧古镇中的景点之一。2004年12月，峡口古城被列为第四批乌鲁木齐市文物保护单位。其保护范围是以小石山边缘为界，向外50米，西南角到白杨河南岸为保护范围，四周100米为建设控制地带。2018年2月，峡口古城遗址被列为第八批新疆维吾尔自治区文物保护单位。

## 研究
二十世纪80年代，根据峡口古城所处地理位置以及城墙夯土中的陶片年代等条件，时任新疆维吾尔自治区文物考古研究所所长王炳华认为峡口古城遗址是唐代丝绸之路白水涧道上的白水镇所在地。这种说法一直持续到2015年前后。
直到2016年4月，新疆维吾尔自治区文物考古研究所为配合峡口古城的维修加固工程，对遗址300平方米的区域进行了发掘。这次发掘结果表明除了古城遗址东侧墙下有少量文化层外，多数区域内并未发现文化层，有的地方基岩直接暴露在地表。其原因可能是峡口古城地处风口，严重的风蚀情况不仅出现在了墙体，也出现在了古城遗址的地表。也可能是因为该地区人类活动并不多。不过，古城所在地区的人类活动从石器时代持续到了近现代，在古城遗址的地表不仅发现有康熙通宝等清代铜钱、子弹头、子弹壳等近代遗物，还发现了石器和春秋战国时期的红陶、彩陶陶器碎片，这些石器和阿拉沟古墓、柴窝堡细石器遗址等地出土的石器基本一致，多为当时生活在此的游牧民族所使用的生活器物。对古城内的样本进行碳十四断代法，确定古城年代其实为清代，峡口古城遗址的角楼留有射击口，城墙没有马面，也符合一些清代军事建筑特征。而城墙外貌比同时代其他建筑受到更严重侵蚀的原因除了大风，也有可能由于当地居民曾经在城墙上挖土积肥而造成的。